# Leptobrachium hendricksoni
Leptobrachium hendricksoni é uma espécie de anfíbio da família Megophryidae.
Pode ser encontrada nos seguintes países: Indonésia, Malásia e Tailândia.
Os seus habitats naturais são: florestas subtropicais ou tropicais húmidas de baixa altitude, rios, marismas de água doce, plantações  e florestas secundárias altamente degradadas.
Está ameaçada por perda de habitat.